# Nederlandse Vereniging voor Cardiologie
De Nederlandse Vereniging voor Cardiologie NVVC is de beroepsvereniging waar vrijwel alle Nederlandse cardiologen bij zijn aangesloten. De functies van de NVVC zijn onder meer: gesprekspartner zijn namens de beroepsgroep, opleiding, kwaliteitsbewaking, innovatie, bewaken standaarden en belangenbehartiging.
- officiële website